# 리카르도 풀러
리카르도 드웨인 풀러(Ricardo Dwayne Fuller, 1979년 10월 31일, 자메이카 킹스턴 ~ )는 자메이카의 대표적인 전 축구 선수로 포지션은 공격수였다.